# Заврх-над-Добрно
Заврх-над-Добрно (словен. Zavrh nad Dobrno) — поселення в общині Добрна, Савинський регіон, Словенія. Висота над рівнем моря: 476,1 м. 